# テムズ・タウン
テムズ・タウン（中国語: 泰晤士小镇）は、中華人民共和国上海市松江区にあるニュータウン。英国の市場町をイメージした街並みになっており、名前もテムズ川から取っている。しかし、その街並みの美しさから地価が暴騰し、ゴーストタウン化している。

## 概要
松江新城の一部を構成する1平方キロメートルほどのニュータウンである。アクセスで言うと上海軌道交通9号線の松江新城駅からおおよそ4km、滬昆高速道路が町の南を通過している立地にある。

## 歴史
松江区自体は上海市成立以前から存在する居住地であったが、過密が進む上海市中心部からの人口分散のために行われた松江新城の開発に巻き込まれる形となった。その中でこのテムズ・タウンは松江大学城と呼ばれる学園都市の近郊に位置しており、同都市での労働者に対して居住地を提供する目的で建設された。2001年の第十次五カ年計画で「一城九鎮」として主に西洋風のニュータウンの建設が決まると、松江新城が英国風となった。他には北欧風の羅店、イタリア風の浦江、ドイツ風の安亭、オランダ風の高橋、北米風の楓涇、スペイン風の奉城、フランス風の南匯新城、オーストリア風の陳家、そして明清風の朱家角がそれぞれ整備された。
建築計画を担当したのは英国のアトキンズ社で、松江新城とテムズ・タウンともに同社が担当した。施工したのは上海松江新城建設発展と上海恒和置業である。50億元をかけた工事は、2006年に完成し、テムズ・タウンは1平方キロメートルに1万人の人口が居住する予定のニュータウンに仕上がった。
完成した住宅は、富裕層に一瞬のうちに売れたが、その目的は別荘ならまだしも投資目的も多かったため、住宅価格の暴騰を招いた。結局、定住人口は確保出来ず、ビジネスインサイダーには「事実上ゴーストタウンである」と指摘された。この結果にもかかわらず、2012年には北京市でも同じ英国風のニュータウンが計画された。
その後2016年頃になると、商店やレストランも大半が撤退した。

## 景観

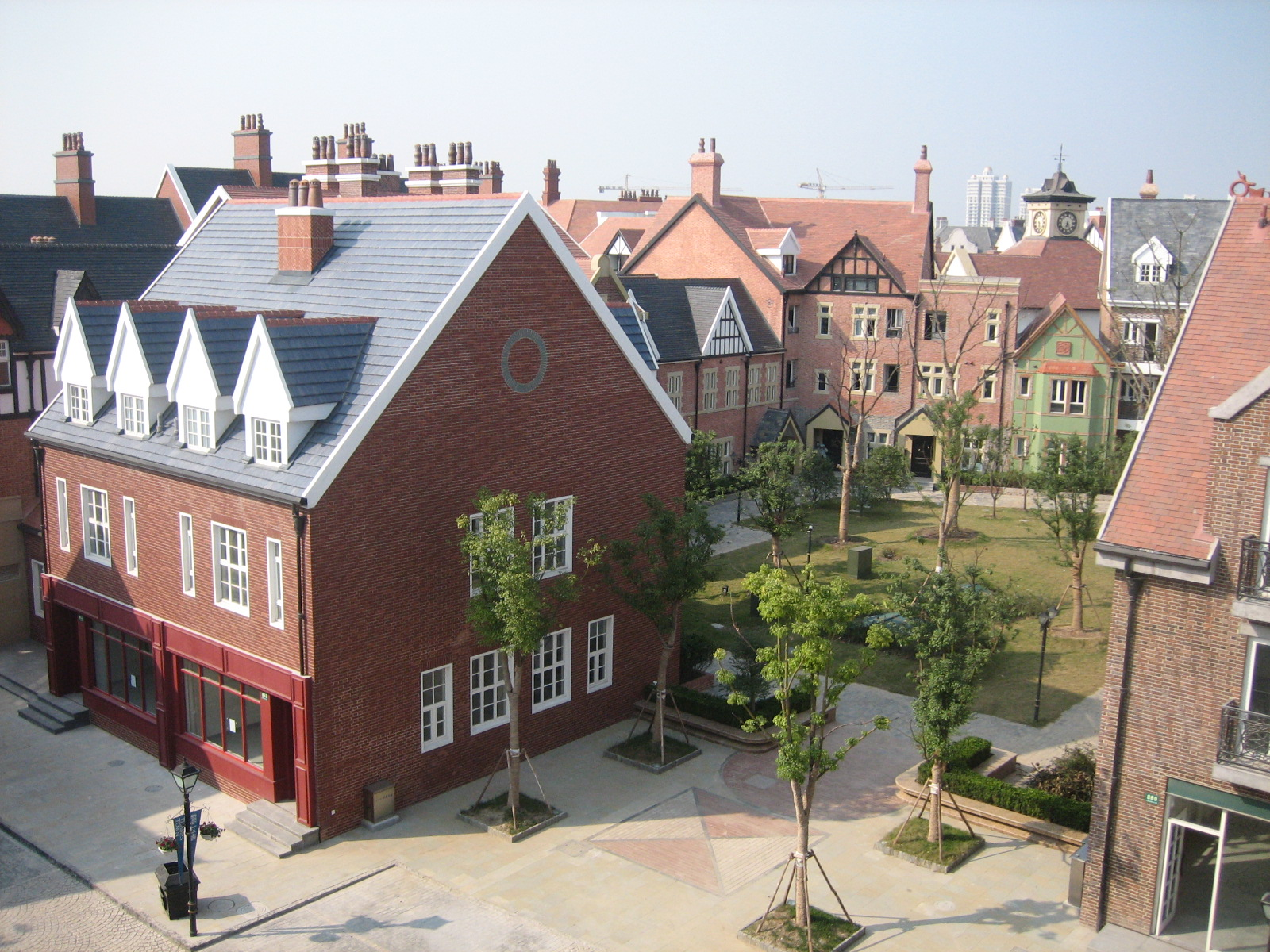
イングランドの市場町の模造である。

景観としては石を敷き詰めた道路、ヴィクトリア風のテラス、コーナーショップ、赤い電話ボックス等が揃っている。また建物の中には英国に実在する建物のコピーもあり、ブリストルにあるキリスト教会やライム・リジスのパブやフィッシュ・アンド・チップス屋、チェスター・ハイ・クロス等は本家のそれと同じ物が存在している。
地区で言うと殆どの地区が一軒家になっており、その他は僅かに行政施設や商業用地が確保されているのみである。しかし英国の建築批評家であるジョナサン・グレンシーは、「我が国のやり手のデベロッパーが、中国人の目には昔ながらの英国の町に見えるような奇妙で笑いが止まらない街並みを建てた」と表現し、あくまで英国"風"でしかないと述べた。
ゴーストタウン化して以降も結婚式の写真会場としては人気があり、教会や中央広場の辺りが背景に使われがちである。

### 書籍
- den Hartog, Harry (2010a). “Urbanisation of the Countryside”. In den Hartog, Harry. Shanghai New Towns: Searching for community and identity in a sprawling metropolis. Rotterdam: 010 Publishers. pp. 7–42. ISBN 978-90-6450-735-9
- den Hartog, Harry (2010b). “Thames Town, Songjiang District”. In den Hartog, Harry. Shanghai New Towns: Searching for community and identity in a sprawling metropolis. Rotterdam: 010 Publishers. pp. 118–127. ISBN 978-90-6450-735-9
- Wang, Lan; Kundu, Ratoola; Chen, Xiangming (2010). “Building for what and whom? New town development as planned suburbanization in China and India”. In Clapson, Mark; Hutchison, Ray. Suburbanization in Global Society. Bingley: Emerald. pp. 319–346. ISBN 978-0-85724-347-8